# Ахматовське сільське поселення (Алатирський район)
Ахма́товська сільське поселення (рос. Ахматовское сельское поселение) — муніципальне утворення у складі Алатирського району Чувашії, Росія. Адміністративний центр та єдиний населений пункт — село Ахматово.

## Населення
Населення — 665 осіб (2019, 772 у 2010, 880 у 2002).